# Velká cena Katalánska silničních motocyklů 2007
Velká cena Katalánska se uskutečnila od 8.-10. června, 2007 na okruhu Circuit de Catalunya.

## Moto GP
Velká cena Itálie skončila jak se čekalo,kořistí Valentina Rossiho.Jeho ztráta na Caseyho Stonera je díky tomu snížila na pouhých 9 bodů.Ovšem největší ambice na katalánský skalp si dělal domácí hrdina Daniel Pedrosa.Ten letos ještě nevyhrál a tak je jeho chuť po vítězství doma ohromná.
Loňský rok tu patřil k těm nejdramatičtějším v sezóně.Kolize v níž bylo zapleteno 6 jezdců a Gibernau,Capirossi a Melandri dokonce utrpěli zranění a nemohli nastoupit do restartu závodu.
Ten nakonec vyhrál Valentino Rossi před Nickym Haydenem.
Letos se očekává bitva trojice Stoner,Rossi a Pedrosa.Zamíchat pořadím na stupních vítězů by mohli i jezdci týmu Rizla Suzuki.

### Kvalifikace
| *                                                 | *                                                 | *                                                 |
| _______1_______ Valentino Rossi Yamaha 1:41.840   |                                                   |                                                   |
|                                                   | _______2_______ Randy de Puniet Kawasaki 1:41.901 |                                                   |
|                                                   |                                                   | _______3_______ Daniel Pedrosa Honda 1:42.002     |
| _______4_______ Casey Stoner Ducati 1:42.117      |                                                   |                                                   |
|                                                   | _______5_______ John Hopkins Suzuki 1:42.233      |                                                   |
|                                                   |                                                   | _______6_______ Colin Edwards Yamaha 1:42.283     |
| _______7_______ Nicky Hayden Honda 1:42.522       |                                                   |                                                   |
|                                                   | _______8_______ Toni Elias Honda 1:42.607         |                                                   |
|                                                   |                                                   | _______9_______ Marco Melandri Honda 1:42.623     |
| _______10_______ Alex Hofmann Ducati 1:42.860     |                                                   |                                                   |
|                                                   | _______11_______ Chris Vermeulen Suzuki 1:42.967  |                                                   |
|                                                   |                                                   | _______12_______ Shinya Nakano Honda 1:43.334     |
| _______13_______ Sylvain Guintoli Yamaha 1:43.557 |                                                   |                                                   |
|                                                   | _______14_______ Alex Barros Ducati 1:43.722      |                                                   |
|                                                   |                                                   | _______15_______ Carlos Checa Honda 1:43.729      |
| _______16_______ Makoto Tamada Yamaha 1:43.947    |                                                   |                                                   |
|                                                   | _______17_______ Loris Capirossi Ducati 1:43.948  |                                                   |
|                                                   |                                                   | _______18_______ Kenny Roberts Jr KR212V 1:44.263 |
| _______19_______ Kurtis Roberts KR212V 1:45.223   |                                                   |                                                   |
| ------------------------------------------------- | ------------------------------------------------- | ------------------------------------------------- |

### Závod
| Pos | #  | Jezdec           | Stroj    | Kola | Čas       | Rošt | Body |
| --- | -- | ---------------- | -------- | ---- | --------- | ---- | ---- |
| 1   | 46 | Casey Stoner     | Ducati   | 25   | 43:16.907 | 4    | 25   |
| 2   | 46 | Valentino Rossi  | Yamaha   | 25   | +0.069    | 1    | 20   |
| 3   | 26 | Daniel Pedrosa   | Honda    | 25   | +0.390    | 3    | 16   |
| 4   | 21 | John Hopkins     | Suzuki   | 25   | +7.814    | 5    | 13   |
| 5   | 14 | Randy de Puniet  | Kawasaki | 25   | +17.853   | 2    | 11   |
| 6   | 65 | Loris Capirossi  | Ducati   | 25   | +19.409   | 17   | 10   |
| 7   | 71 | Chris Vermeulen  | Suzuki   | 25   | +19.495   | 11   | 9    |
| 8   | 4  | Alex Barros      | Ducati   | 25   | +24.862   | 14   | 8    |
| 9   | 33 | Marco Melandri   | Honda    | 25   | +24.963   | 9    | 7    |
| 10  | 5  | Colin Edwards    | Yamaha   | 25   | +35.348   | 6    | 6    |
| 11  | 1  | Nicky Hayden     | Honda    | 25   | +36.301   | 7    | 5    |
| 12  | 6  | Makoto Tamada    | Yamaha   | 25   | +38.720   | 16   | 4    |
| 13  | 66 | Alex Hofmann     | Ducati   | 25   | +40.934   | 10   | 3    |
| 14  | 50 | Sylvain Guintoli | Yamaha   | 25   | +44.399   | 13   | 2    |
| 15  | 56 | Shinya Nakano    | Honda    | 25   | +54.103   | 12   | 1    |
| 16  | 10 | Kenny Roberts Jr | KR212V   | 25   | +59.655   | 18   |      |
| 17  | 7  | Carlos Checa     | Honda    | 25   | +1:02.315 | 15   |      |
| 18  | 80 | Kurtis Roberts   | KR212V   | 25   | +1:03,322 | 19   |      |
| Ret | 24 | Toni Elias       | Honda    | 14   | Porucha   | 8    |      |

### Průběžná klasifikace jezdců a týmů
| Pos | #  | Jezdec          | Stroj  | Body |
| --- | -- | --------------- | ------ | ---- |
| 1   | 27 | Casey Stoner    | Ducati | 140  |
| 2   | 46 | Valentino Rossi | Yamaha | 126  |
| 3   | 26 | Daniel Pedrosa  | Honda  | 98   |
| 4   | 33 | Marco Melandri  | Honda  | 75   |
| 5   | 71 | Chris Vermeulen | Suzuki | 72   |
| 6   | 21 | John Hopkins    | Suzuki | 72   |
| 7   | 65 | Loris Capirossi | Ducati | 57   |
| 8   | 4  | Alex Barros     | Ducati | 51   |
| 9   | 24 | Toni Elias      | Honda  | 45   |
| 10  | 5  | Colin Edwards   | Yamaha | 45   |

| Pos | Tým                  | Továrna  | Body |
| --- | -------------------- | -------- | ---- |
| 1   | Ducati Marlboro Team | Ducati   | 197  |
| 2   | Fiat Yamaha Team     | Yamaha   | 166  |
| 3   | Rizla Suzuki MotoGP  | Suzuki   | 144  |
| 4   | Repsol Honda Team    | Honda    | 139  |
| 5   | Honda Gresini        | Honda    | 120  |
| 6   | Pramac d'Antin       | Ducati   | 89   |
| 7   | Kawasaki Racing Team | Kawasaki | 39   |
| 8   | Dunlop Yamaha Tech 3 | Yamaha   | 32   |
| 9   | Honda LCR            | Honda    | 20   |
| 10  | Konica Minolta Honda | Honda    | 19   |
| 11  | Team Roberts         | KR212V   | 4    |

| Pos | Továrna  | Body |
| --- | -------- | ---- |
| 1   | Ducati   | 143  |
| 2   | Yamaha   | 126  |
| 3   | Honda    | 125  |
| 4   | Suzuki   | 95   |
| 5   | Kawasaki | 39   |
| 6   | KR212V   | 4    |

## 250 cc

### Kvalifikace
| *                                               | *                                                   | *                                                  | *                                               |
| _______1_______ Jorge Lorenzo Aprilia 1:45.098  |                                                     |                                                    |                                                 |
|                                                 | _______2_______ Hector Barbera Aprilia 1:46.013     |                                                    |                                                 |
|                                                 |                                                     | _______3_______ Andrea Dovizioso Honda 1:46.201    |                                                 |
|                                                 |                                                     |                                                    | _______4_______ Alex Debon Aprilia 1:46.333     |
| _______5_______ Thomas Lüthi Aprilia 1:46.382   |                                                     |                                                    |                                                 |
|                                                 | _______6_______ Alex de Angelis Aprilia 1:46.422    |                                                    |                                                 |
|                                                 |                                                     | _______7_______ Alvaro Bautista Aprilia 1:46.436   |                                                 |
|                                                 |                                                     |                                                    | _______8_______ Mika Kallio KTM 1:46.629        |
| _______9_______ Hiroshi Aoyama KTM 1:46.664     |                                                     |                                                    |                                                 |
|                                                 | _______10_______ Marco Simoncelli Gilera 1:46.666   |                                                    |                                                 |
|                                                 |                                                     | _______11_______ Yuki Takahashi Honda 1:46.667     |                                                 |
|                                                 |                                                     |                                                    | _______12_______ Julian Simon Honda 1:46.836    |
| _______13_______ Shuhei Aoyama Honda 1:47.037   |                                                     |                                                    |                                                 |
|                                                 | _______14_______ Aleix Espargaro Aprilia 1:47.100   |                                                    |                                                 |
|                                                 |                                                     | _______15_______ Roberto Locatelli Gilera 1:47.820 |                                                 |
|                                                 |                                                     |                                                    | _______16_______ Anthony West Aprilia 1:47.894  |
| _______17_______ Dirk Heidolf Aprilia 1:47.903  |                                                     |                                                    |                                                 |
|                                                 | _______18_______ Taro Sekiguchi Aprilia 1:47.932    |                                                    |                                                 |
|                                                 |                                                     | _______19_______ Alex Baldolini Aprilia 1:48.180   |                                                 |
|                                                 |                                                     |                                                    | _______20_______ Karel Abraham Aprilia 1:48.383 |
| _______21_______ Fabrizio Lai Aprilia 1:48.452  |                                                     |                                                    |                                                 |
|                                                 | _______22_______ Ratthapark Wilairot Honda 1:49.139 |                                                    |                                                 |
|                                                 |                                                     | _______23_______ Eugene Laverty Honda 1:49.310     |                                                 |
|                                                 |                                                     |                                                    | _______24_______ Jules Cluzel Aprilia 1:49.347  |
| _______25_______ Alvaro Molina Aprilia 1:49.416 |                                                     |                                                    |                                                 |
|                                                 | _______26_______ Imre Toth Aprilia 1:49.729         |                                                    |                                                 |
| ----------------------------------------------- | --------------------------------------------------- | -------------------------------------------------- | ----------------------------------------------- |

### Závod
| Pos | #  | Jezdec              | Stroj   | Kola | Čas       | Rošt | Body |
| --- | -- | ------------------- | ------- | ---- | --------- | ---- | ---- |
| 1   | 1  | Jorge Lorenzo       | Aprilia | 23   | 40:51.620 | 1    | 25   |
| 2   | 3  | Alex de Angelis     | Aprilia | 23   | +3.194    | 6    | 20   |
| 3   | 34 | Andrea Dovizioso    | Honda   | 23   | +10.596   | 3    | 16   |
| 4   | 12 | Thomas Lüthi        | Aprilia | 23   | +17.100   | 5    | 13   |
| 5   | 19 | Alvaro Bautista     | Aprilia | 23   | +20.298   | 7    | 11   |
| 6   | 36 | Mika Kallio         | KTM     | 23   | +20.566   | 8    | 10   |
| 7   | 4  | Hiroshi Aoyama      | KTM     | 23   | +20.615   | 9    | 9    |
| 8   | 80 | Hector Barbera      | Aprilia | 23   | +23.584   | 2    | 8    |
| 9   | 58 | Marco Simoncelli    | Gilera  | 23   | +36.703   | 10   | 7    |
| 10  | 60 | Julian Simon        | Honda   | 23   | +36.767   | 12   | 6    |
| 11  | 73 | Shuhei Aoyama       | Honda   | 23   | +39.592   | 13   | 5    |
| 12  | 15 | Roberto Locatelli   | Gilera  | 23   | +48.028   | 15   | 4    |
| 13  | 16 | Jules Cluzel        | Aprilia | 23   | +1:07.085 | 24   | 3    |
| 14  | 17 | Karel Abraham       | Aprilia | 23   | +1:11.868 | 20   | 2    |
| 15  | 44 | Taro Sekiguchi      | Aprilia | 23   | +1:17.387 | 18   | 1    |
| 16  | 6  | Alex Debon          | Aprilia | 23   | +1:19.654 | 4    |      |
| 17  | 8  | Ratthapark Wilairot | Honda   | 23   | +1:19.822 | 22   |      |
| 18  | 25 | Alex Baldolini      | Aprilia | 23   | +1:23.243 | 19   |      |
| 19  | 50 | Eugene Laverty      | Honda   | 23   | +1:35.553 | 23   |      |
| 20  | 41 | Aleix Espargaro     | Aprilia | 23   | +1:42.529 | 14   |      |
| 21  | 14 | Anthony West        | Aprilia | 23   | +1:55.832 | 16   |      |
| 22  | 10 | Imre Toth           | Aprilia | 22   | +1 kolo   | 26   |      |
| 23  | 31 | Alvaro Molina       | Aprilia | 22   | +1 kolo   | 25   |      |
| Ret | 55 | Yuki Takahashi      | Honda   | 22   | Nehoda    | 11   |      |
| Ret | 28 | Dirk Heidolf        | Aprilia | 15   | Porucha   | 17   |      |
| Ret | 32 | Fabrizio Lai        | Aprilia | 11   | Nehoda    | 21   |      |

### Průběžná klasifikace jezdců a továren
| Pos | #  | Jezdec           | Stroj   | Body |
| --- | -- | ---------------- | ------- | ---- |
| 1   | 1  | Jorge Lorenzo    | Aprilia | 153  |
| 2   | 34 | Andrea Dovizioso | Honda   | 117  |
| 3   | 3  | Alex de Angelis  | Aprilia | 115  |
| 4   | 19 | Alvaro Bautista  | Aprilia | 100  |
| 5   | 80 | Hector Barbera   | Aprilia | 71   |
| 6   | 12 | Thomas Lüthi     | Aprilia | 56   |
| 7   | 60 | Julian Simon     | Honda   | 52   |
| 8   | 36 | Mika Kallio      | KTM     | 40   |
| 9   | 58 | Marco Simoncelli | Gilera  | 38   |
| 10  | 73 | Shuhei Aoyama    | Honda   | 37   |

| Pos | Továrna | Body |
| --- | ------- | ---- |
| 1   | Aprilia | 170  |
| 2   | Honda   | 117  |
| 3   | KTM     | 50   |
| 4   | Gilera  | 41   |